# Gare de Thonon-les-Bains
La gare de Thonon-les-Bains est une gare ferroviaire française de la ligne de Longeray-Léaz au Bouveret, située à proximité du centre de la ville de Thonon-les-Bains, dans le département de la Haute-Savoie, en région Auvergne-Rhône-Alpes.
C'est une gare de la Société nationale des chemins de fer français (SNCF) desservie par des TGV inOui, des trains TER Auvergne-Rhône-Alpes et les trains de la ligne L1 du RER transfrontalier Léman Express. Elle est également ouverte au service des trains de marchandises.

## Situation ferroviaire

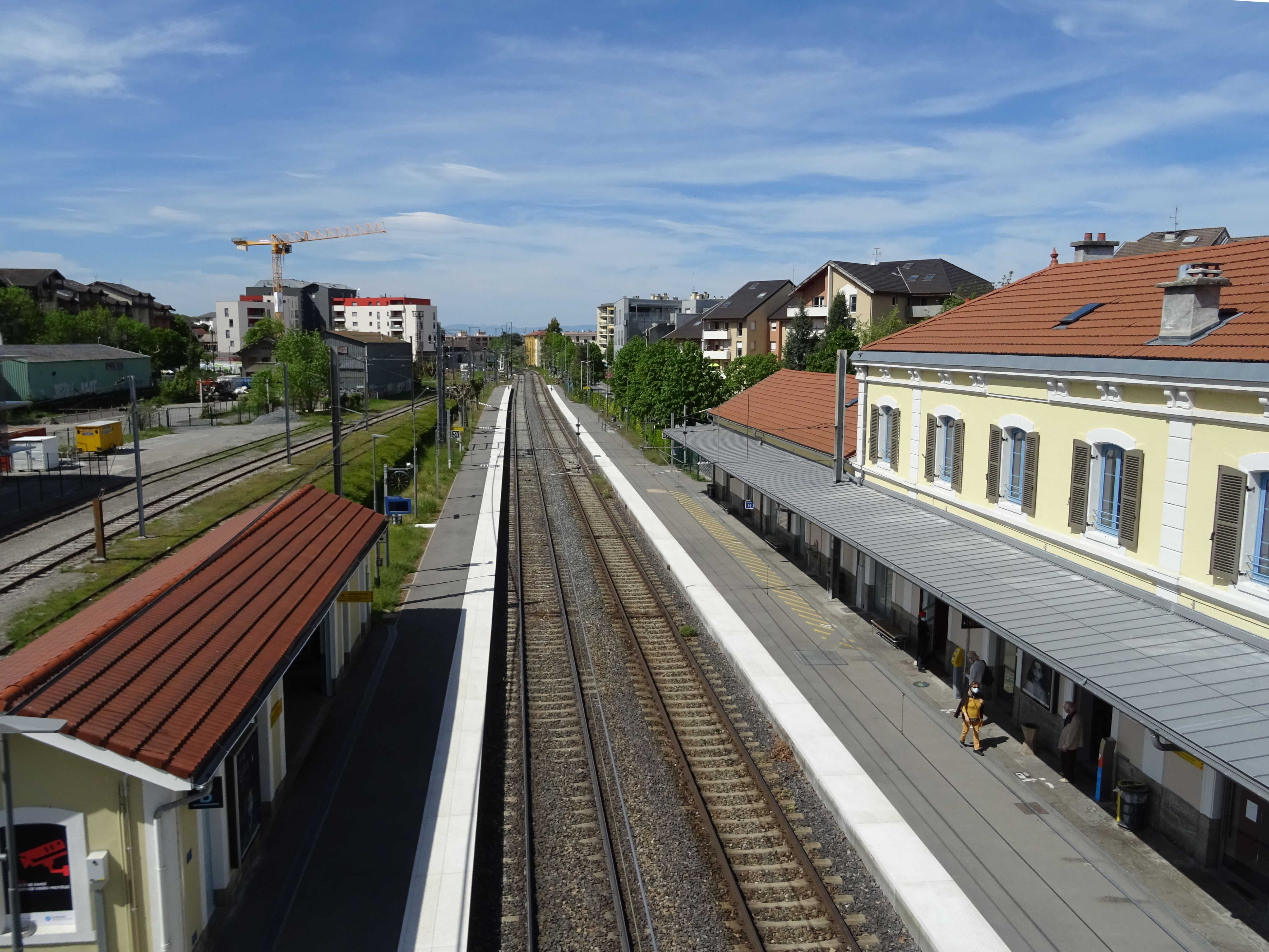
Les voies et les quais rénovés.

Établie à 436 mètres d'altitude, la gare de Thonon-les-Bains est située au point kilométrique (PK) 202,739 de la ligne de Longeray-Léaz au Bouveret, entre les gares ouvertes de Perrignier et d'Évian-les-Bains. Une voie d'évitement double la voie unique de la ligne et plusieurs voies de services complètent l'infrastructure.
La gare dispose de deux quais et de deux voies : le quai no 1, pour la voie A (pour les trains à destination de Bellegarde, Genève-Cornavin et Coppet) et le quai no 2, pour la voie B (pour les trains à destination d'Évian-les-Bains).

## Histoire

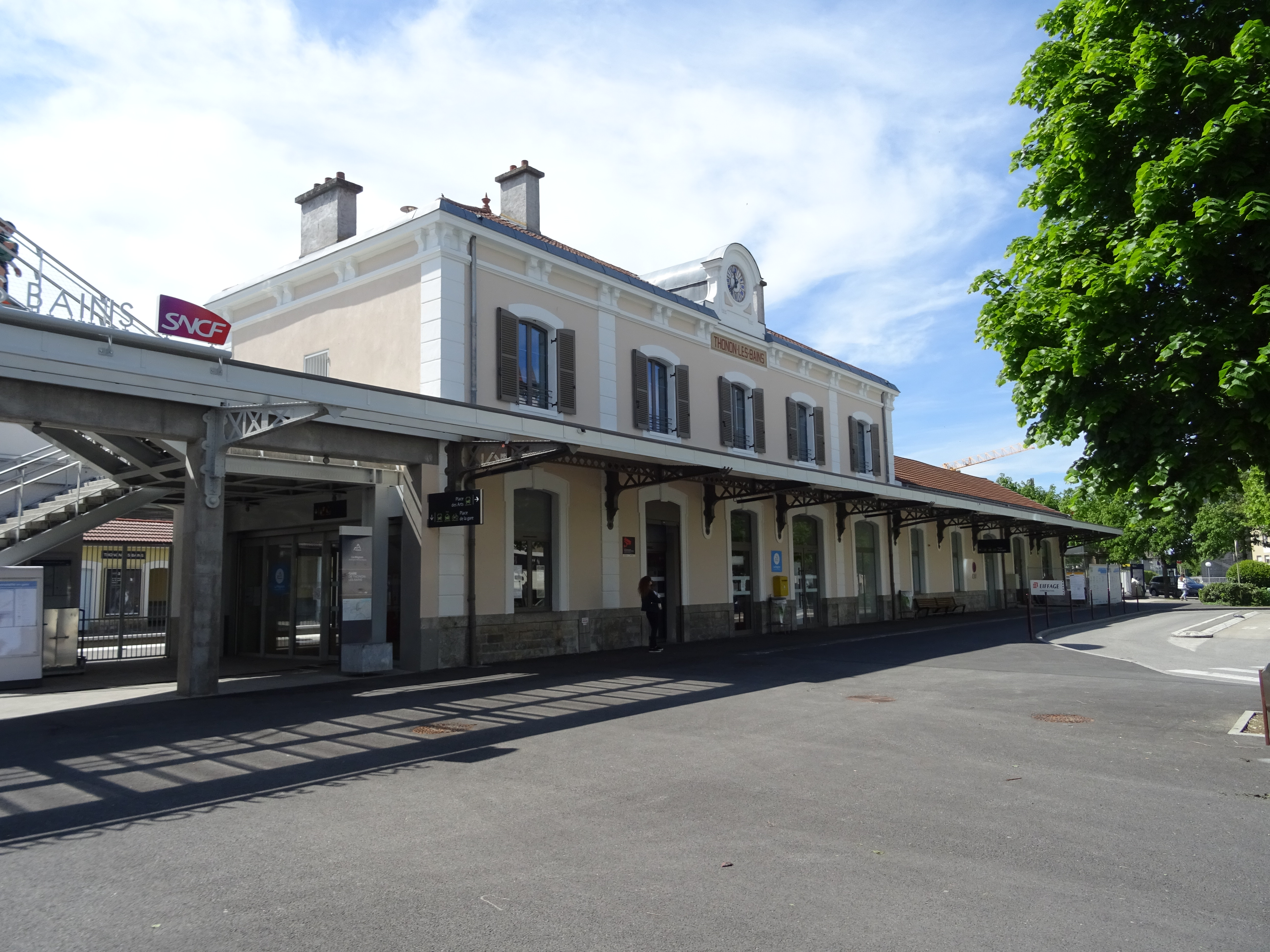
Le bâtiment voyageurs d'époque, rénové, en 05 2021.

La gare est inaugurée le 30 août 1880 à l'occasion de l'ouverture de la section entre Collonges-sous-Salève et Thonon-les-Bains. Elle en est la gare terminus jusqu'au 1er juin 1882 avec l'ouverture de la ligne entre Thonon-les-Bains et Évian-les-Bains.
Son implantation à proximité du centre-ville suscita à l'époque des réserves de la part de la population car elle a conduit à couper le champ de foire (situé sur l'actuelle place de Crête) du reste de la ville. Avant de devenir un parc relais au sud de la gare se trouvait une cour de marchandises traitant l'important trafic de trains de marchandises. Jusqu'à la création de la gare de la Cachat, la gare de Thonon-les-Bains est une gare de première importance pour le trafic de trains de marchandises, d'autant plus que la ligne du Tonkin est l'unique moyen de relier le Chablais français à la Suisse.
Autrefois, la gare de Thonon-les-Bains était desservie par des trains Intercités de nuit sur les relations : 
- Paris-Austerlitz ↔ Évian-les-Bains via Dijon-Ville, Culoz, Bellegarde, Annemasse et Thonon-les-Bains[4];
- Vintimille ↔ Évian-les-Bains via Nice-Ville, Marseille, Avignon, Valence-Ville, Grenoble, Chambéry et Thonon-les-Bains[5].

## Service des voyageurs

### Accueil
Gare SNCF, elle dispose d'un bâtiment voyageurs, avec guichet, ouvert tous les jours. Elle est équipée d'automates pour l'achat de titres de transport. Des équipements, aménagements et services sont à la disposition des personnes à la mobilité réduite.

### Desserte

#### Histoire de la desserte
- Le 29 septembre 1996, création d'un train quotidien Évian-les-Bains - Valence via Annecy, Chambéry-Challes-les-Eaux et Grenoble (et retour).
- Le 20 novembre 2006, mise en service des rames automotrices à deux niveaux de la série Z 23500 de la SNCF entre Genève-Eaux-Vives et Évian-les-Bains.
- Le 8 décembre 2007, dernier jour de circulation du train quotidien Évian-les-Bains - Valence-Ville (et retour).
- Le 9 décembre 2007, mise en service de la première phase de l'horaire cadencé sur l'ensemble du réseau TER Rhône-Alpes et donc pour l'ensemble des circulations ferroviaires régionales.
- Le 12 décembre 2010, création d'un train Évian-les-Bains - Grenoble les dimanches soir avec retour les vendredis soir pour les étudiants de l'Académie de Grenoble avec desserte de la gare de Grenoble-Universités-Gières.
- Le 27 novembre 2011, dernier jour de la circulation Genève-Eaux-Vives et Évian-les-Bains pour cause de fermeture provisoire de la gare des Eaux-Vives en vue du projet de la ligne CEVA.
- Le 15 décembre 2019, La relation quotidienne Évian-les-Bains ↔ Lyon Part-Dieu (via Thonon-les-Bains - Annemasse - Bellegarde - Culoz - Ambérieu-en-Bugey) est limitée au tronçon Évian-les-Bains ↔ Bellegarde[7].
- Le 15 décembre 2019, mise en service des rames automotrices Léman Express entre Coppet et Évian-les-Bains (via Genève-Cornavin).

#### Desserte actuelle
La gare de Thonon-les-Bains est desservie par :
- la ligne L1 du Léman Express, effectuant la relation Coppet ↔ Évian-les-Bains via Genève-Cornavin, Annemasse et Thonon-les-Bains[8] ;
- des trains TER Auvergne-Rhône-Alpes, sur la relation Bellegarde ↔ Évian-les-Bains via Annemasse et Thonon-les-Bains ;
- des TGV inOui, les week-ends et jours fériés, sur la relation Paris-Gare-de-Lyon ↔ Évian-les-Bains via Bellegarde, Annemasse et Thonon-les-Bains (desserte renforcée l'hiver pour les stations des Portes du Soleil : Morzine, Avoriaz, Les Gets, Châtel, Abondance).

Trains à Thonon-les-Bains
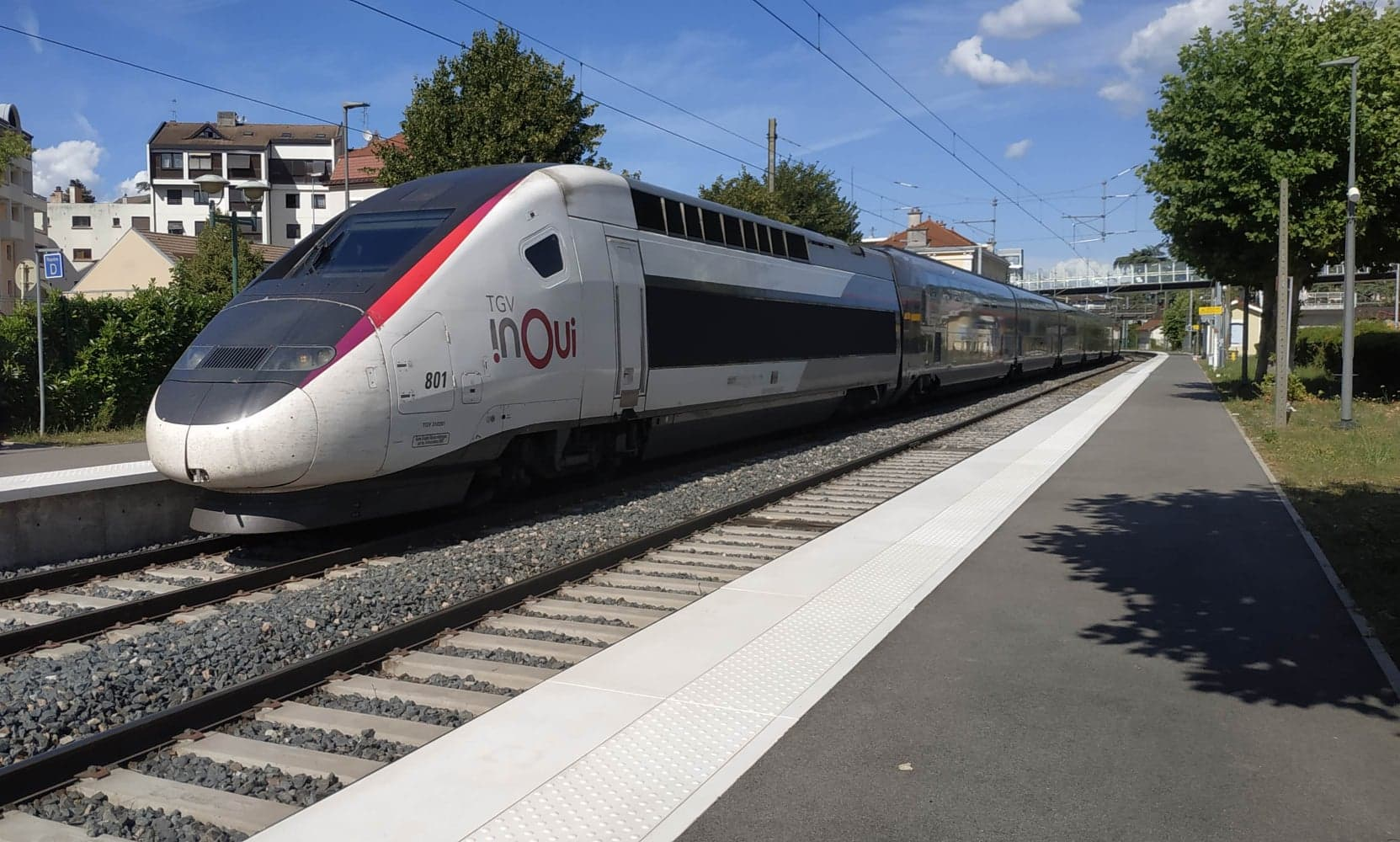
TGV inOui de la relation Évian – Paris.
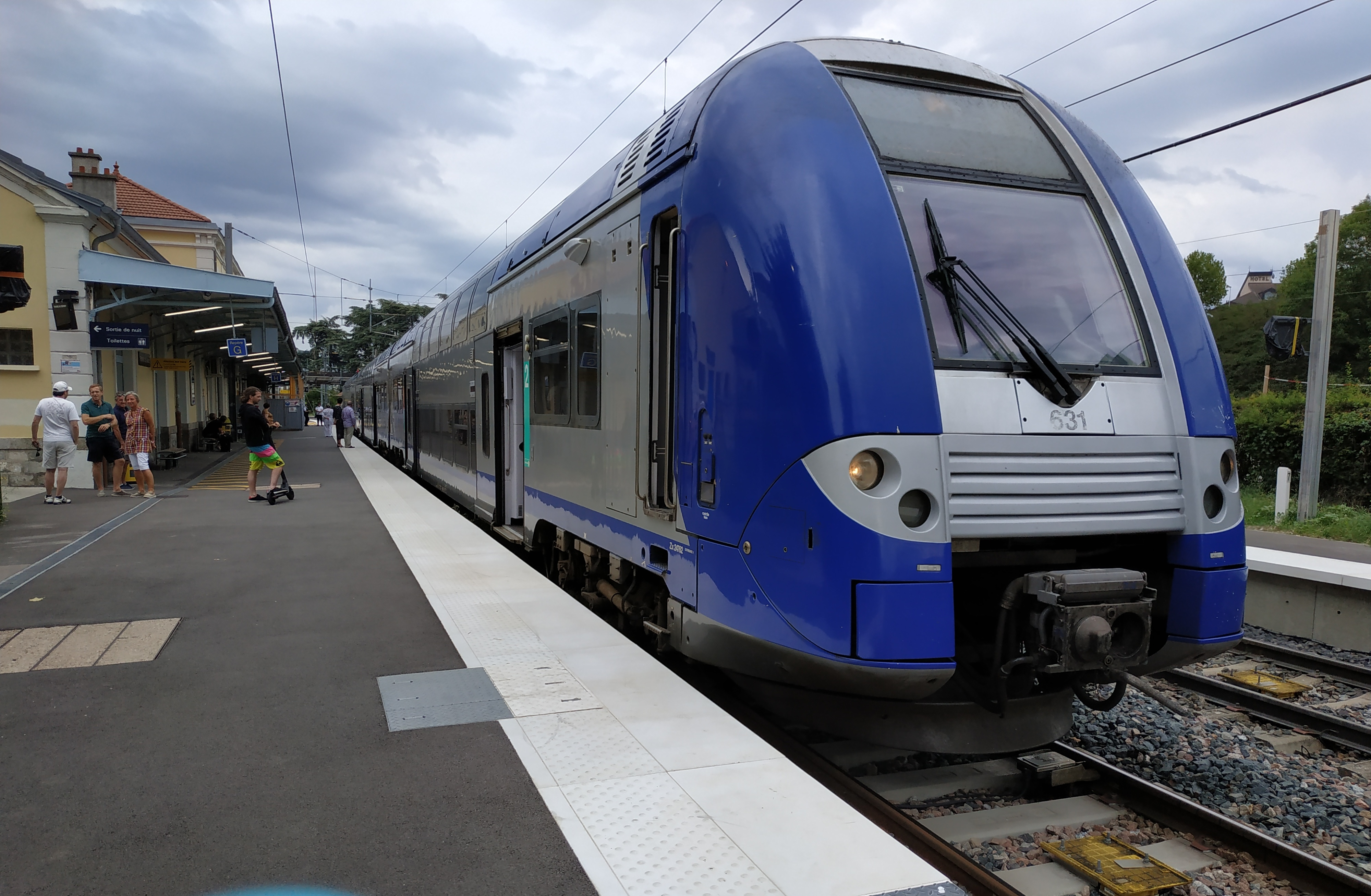
Z 24500, assurant une liaison TER Auvergne-Rhône-Alpes, à quai.
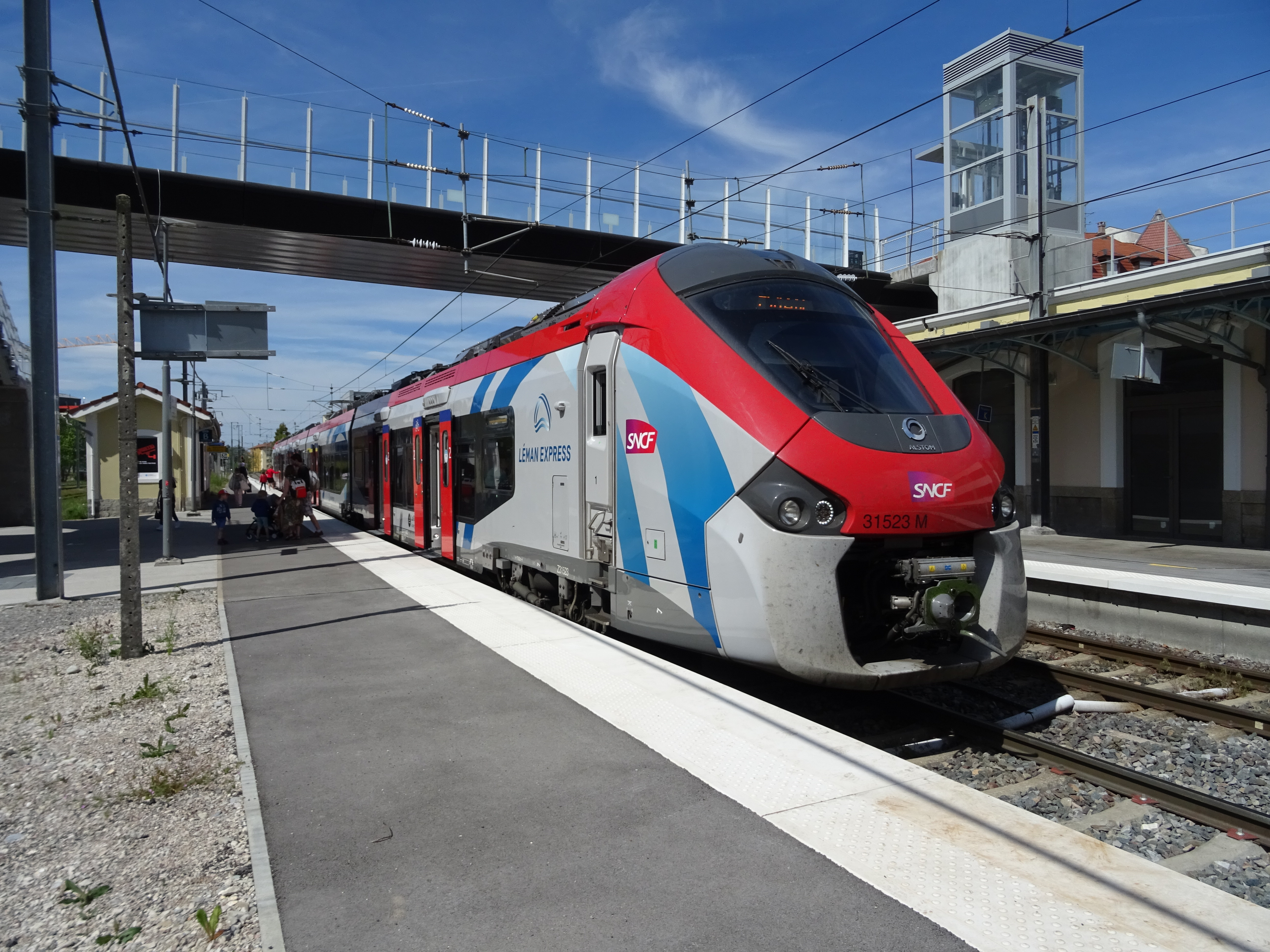
La gare est desservie par la ligne L1 du Léman Express.

### Fréquentation
De 2015 à 2024, selon les estimations de la SNCF, la fréquentation annuelle de la gare s'élève aux nombres indiqués dans le tableau ci-dessous.
| Année     | 2015    | 2016    | 2017    | 2018    | 2019    | 2020    | 2021    | 2022    | 2023    | 2024    |
| --------- | ------- | ------- | ------- | ------- | ------- | ------- | ------- | ------- | ------- | ------- |
| Voyageurs | 487 033 | 479 575 | 503 268 | 411 424 | 454 026 | 325 977 | 464 183 | 640 419 | 714 703 | 829 935 |

### Intermodalité

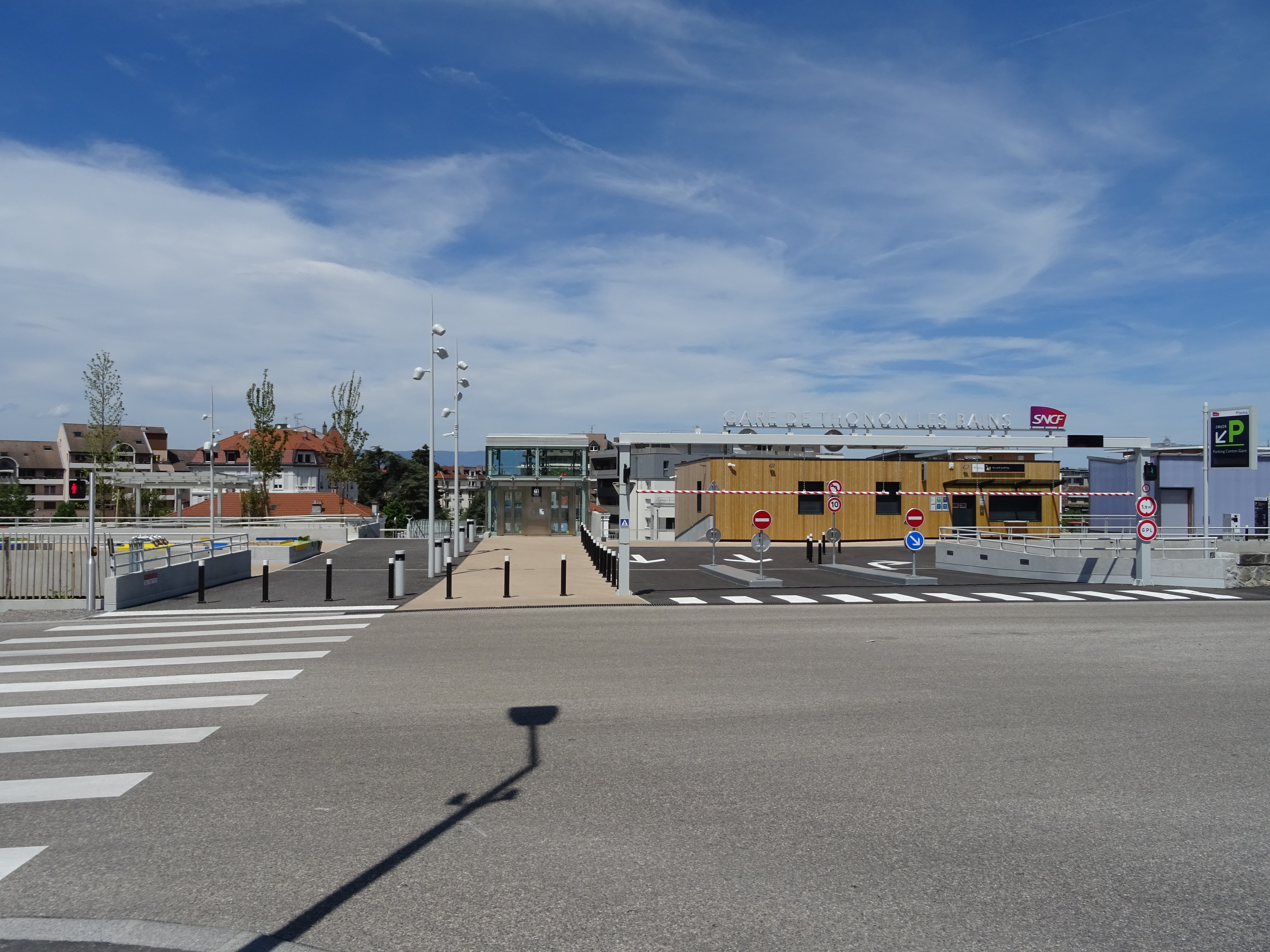
Entrée du parc relais de la gare de Thonon-les-Bains.

Un parc relais d'environ 550 places (dont 250 places réservées aux usagers du train) ainsi qu'un réseau de stationnement cyclable sont aménagés au sud des voies ferrées.
La gare est desservie par les transports en commun de Thonon-les-Bains (Star't) et les Transports en commun d'Évian-les-Bains (ÉVA'D). À proximité se trouvent la gare de départ du funiculaire de Thonon-les-Bains et l'embarcadère des bateaux de la CGN (dont ceux du service régulier pour Lausanne-Ouchy).

## Service des marchandises
La gare voit passer des trains de marchandises pour l'expédition des bouteilles d'eau minérale d'Évian entre Publier et Ambérieu-en-Bugey. Cette expédition est gérée par le service RégioRail Rhône-Alpes.
La gare dispose d'une grue de 10 tonnes.

## Projet
À plus long terme, après la mise en service de CEVA, la réouverture de la ligne du Tonkin entre Évian-les-Bains et Saint-Gingolph (frontière franco-suisse) pourrait permettre la création de liaisons plus efficaces entre le bassin genevois et le canton du Valais, via la rive sud du Léman. Ce projet de réouverture est à l'étude par RFF et la région Auvergne-Rhône-Alpes jusqu'en décembre 2024. La phase opérationnelle, avec le début des travaux, devrait avoir lieu vers 2024 ou 2025.